# 翁佳寺
翁佳寺位於四川省甘孜藏族自治州得榮縣，文物遺址年代判定為民國。2007年6月1日公佈為四川省第七批文物保護單位。